# Buddh International Circuit
Buddh International Circuit är en racerbana strax söder om Greater Noida, några mil sydost om Delhi, i Indien. Här kördes Indiens Grand Prix i formel 1 2011 - 2013.

## Externa länkar

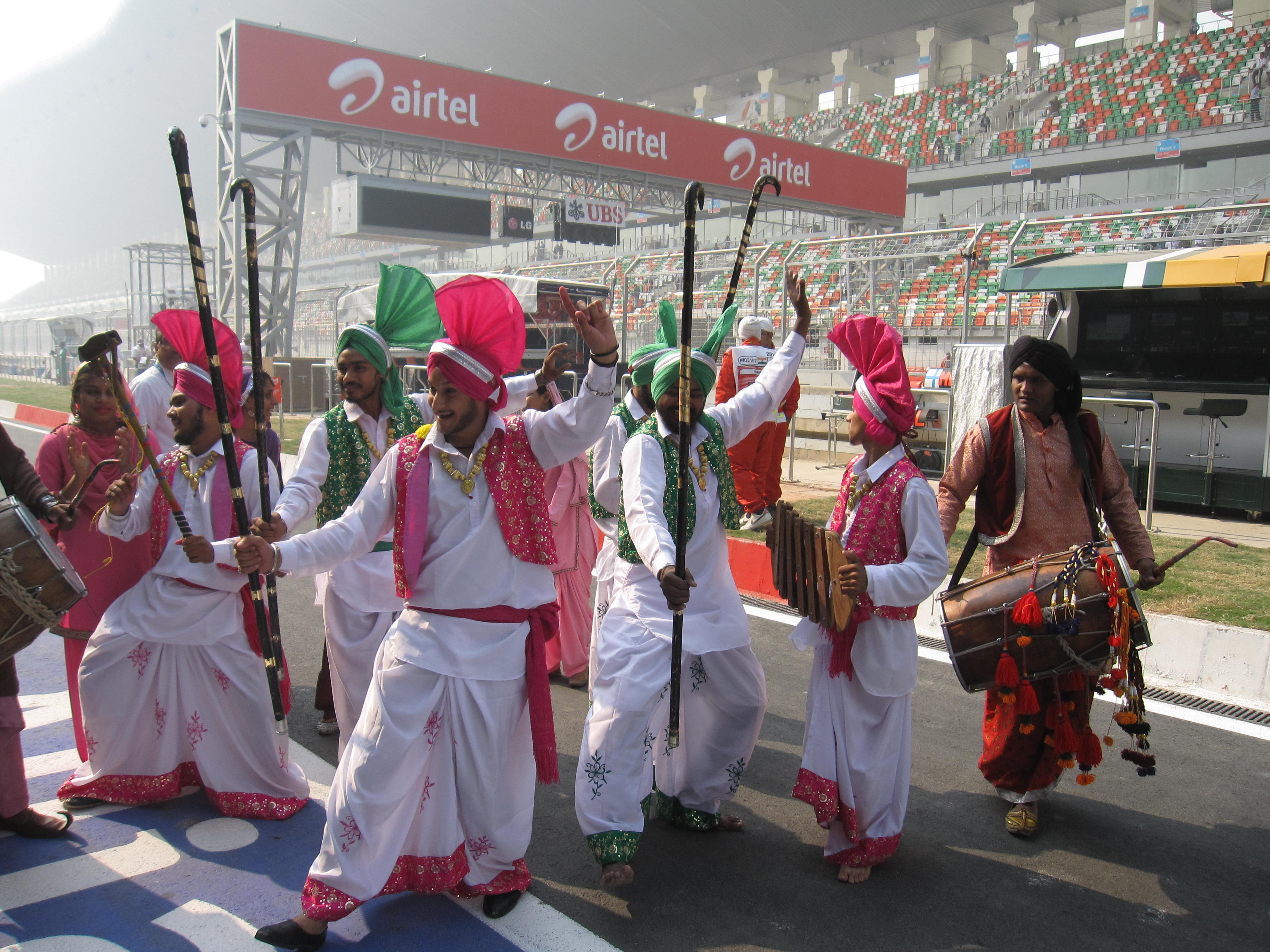
Underhållning inför Indiens Grand Prix 2011.

## F1-vinnare
| Säsong | Förare           | Tillverkare      |
| ------ | ---------------- | ---------------- |
| 2013   | Sebastian Vettel | Red Bull-Renault |
| 2012   | Sebastian Vettel | Red Bull-Renault |
| 2011   | Sebastian Vettel | Red Bull-Renault |